# Кумай
Кума́й (Gyps himalayensis) — хижий птах, найбільший представник роду сипів родини яструбових. Має типову для грифів зовнішність. Мешкає у гірських районах Центральної Азії. Живиться падлом. Занесений до Червоного списку Міжнародного союзу охорони природи, а також до Червоних книг Таджикистану, Узбекистану і Казахстану.
Кумай вперше описаний британським орнітологом Алланом Юмом у 1869 році за зразком, отриманим із Гімалаїв. Регіон розселення цього птаха відбитий у науковій назві виду, що перекладається з латини як «гриф гималайський». Таку ж назву він має і у більшості європейських народів. Російською мовою кумая іноді називають «сніжним грифом», оскільки він мешкає у високогір'ях трохи нижче рівня постійних снігів. Українська назва є прямим запозиченням з тюркських мов: казахською і киргизькою цього птаха називають «кумай», а татарською «комай». Ці терміни мають міфологічне походження: в давньому арабському й іранському фольклорі Хумаєм називали птаха щастя, що мав велетенські розміри (поява цього образу могла бути навіяна спостереженнями за грифами, сипами і кумаями).

## Морфологічні ознаки та визначення в природі

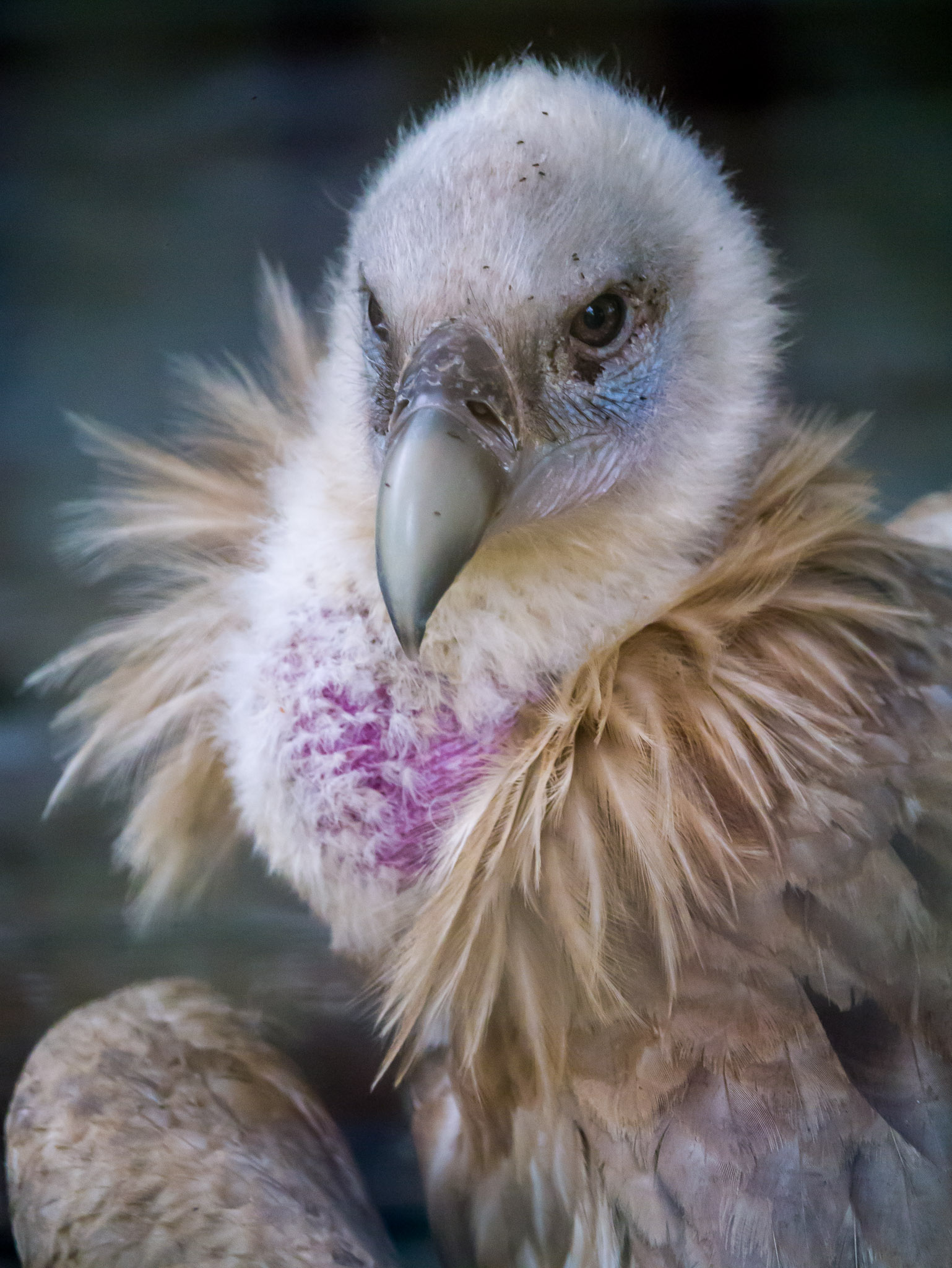
Голова дорослого птаха.

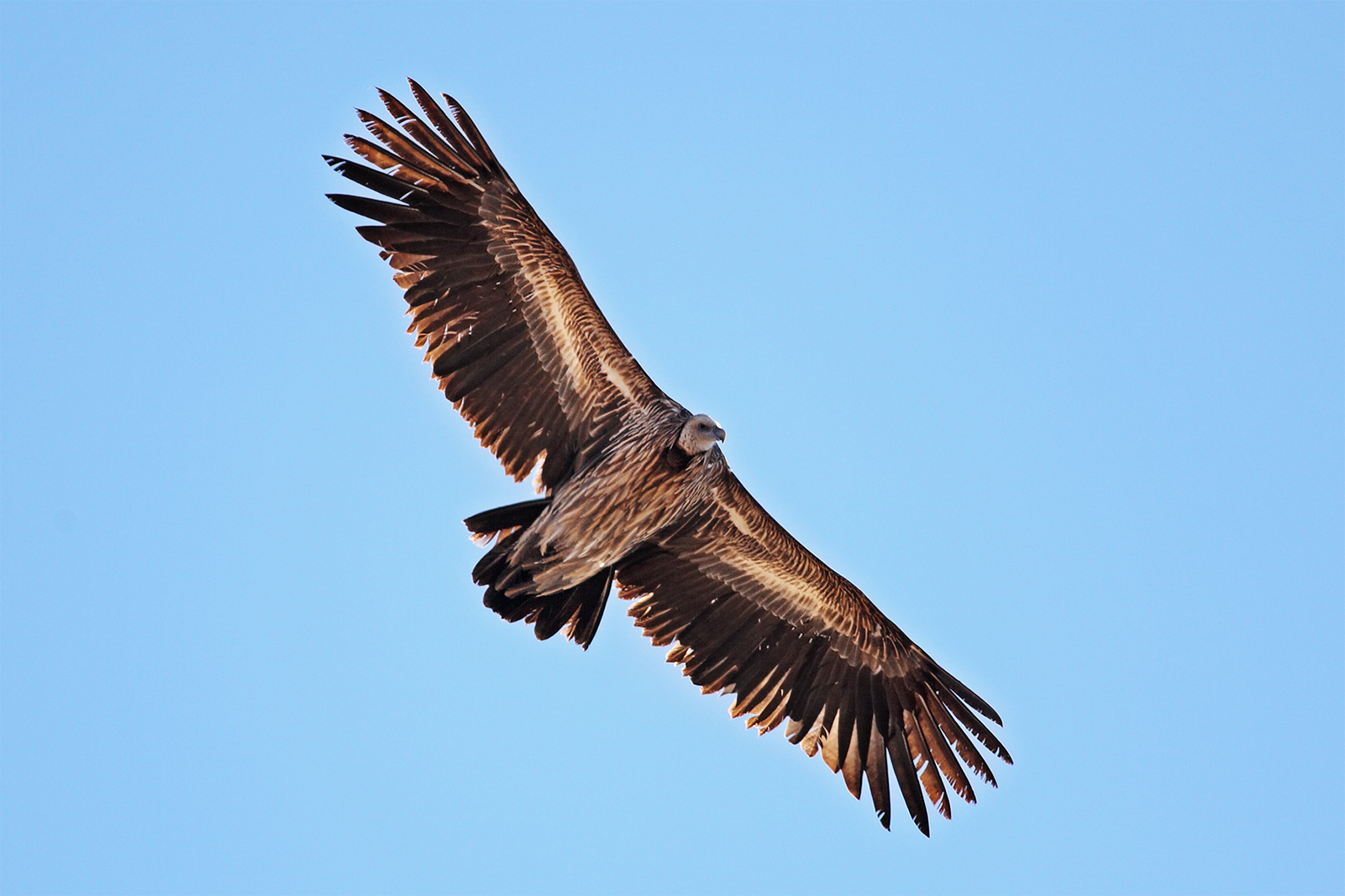
Типовий вигляд молодого птаха у польоті.

Дуже великий птах, розмірами переважає інших представників роду. Довжина тіла 95—150 см, розмах крил 270—310 см. Вага сягає 6—12 кг. Має типову для грифів Старого світу зовнішність: дзьоб гачкуватий, голова і верхня частина шиї вкриті коротким пухом, на зашийку пір'я утворює «комір», крила широкі та довгі, хвіст широкий і короткий. Статевий диморфізм майже не виражений: птахи обох статей мають однакове забарвлення, самиці лише трохи більші за самців.
Забарвлення дорослих особин від темно-бурого до кремового, причому воно світлішає із віком птаха. Махові і рульові пера завжди темно-бурі, майже чорні. Пух на голові та шиї світло-сірий, іноді з рудуватим відтінком. Пір'я «коміра» світло-коричневе. Шкіра голови синювата, світліша, ніж у білоголового сипа; гола основа шиї рожева. Дзьоб і восковиця сірі або сірувато-жовті. Райдужка ока коричнева. Лапи світло-сірі або світло-жовті. Молоді особини відрізняються від дорослих темно-бурим забарвленням, причому у них покривні пера тулуба і крил можуть мати темне опахало і світлий стрижень, що іноді надає оперенню деякої смугастості.
Як і всі грифи, злітають кумаї тяжко, але набравши висоту, почувають себе в повітрі упевнено. Політ цього птаха ширяючий, з нечастими помахами крил, які чергуються з тривалими фазами зависання (кружляння) на розпростертих крилах. По землі кумаї пересуваються або ступою, або трохи підстрибуючи. У природі цей вид легко визначити за характерним силуетом у польоті: у повітрі птах втягує голову, розкриває крила так, що кінцеві пера розправляються віялом, при цьому силует хвоста тупий. Від білоголового сипа, що мешкає з ним в одних стаціях, відрізняється світлішим забарвленням оперення, коричневим «коміром» (у сипа він білий), відсутністю рудуватого відтінку на нижньому боці тіла. Від бенгальського сипа відрізняється значно більшим розміром.
Голос у кумаїв такий же, як у споріднених сипів, — шипіння і хрипляве каркання, яке птахи видають переважно біля здобичі; в інших умовах ці пернаті зазвичай дуже мовчазні.

## Поширення

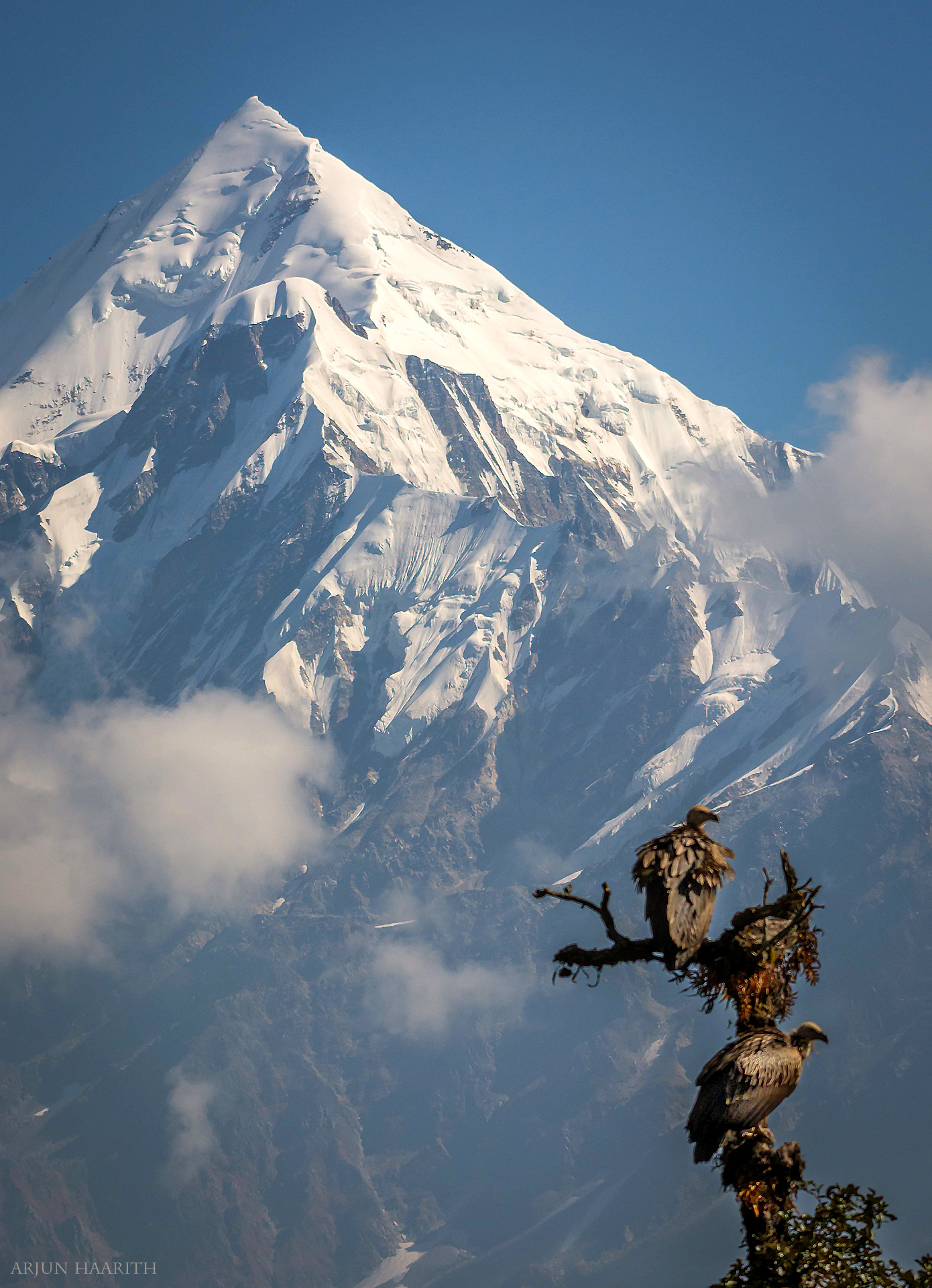
Пара кумаїв на тлі одного з піків Панчачулі заввишки понад 6000 м.

Оселища кумая, за різними оцінками, обіймають площу від 2,5 до 6,22 мільйонів квадратних кілометрів. Однак попри великі розміри, зона поширення цього виду досить компактна, оскільки ареал кумая обмежений виключно гірськими системами Центральної Азії. Основна популяція зосереджена в Гімалаях і Тибеті, що знайшло відбиток у науковій назві птаха. Західний кордон ареалу пролягає через гори Пакистану, Афганістану і Казахстану, східний кордон перетинає західну частину Монголії та Китаю. Крім Гімалаїв і Тибету ці птахи освоїли такі гірські системи як Памір, Тянь-Шань, Заілійський і Джунгарський Алатау, поодинокі особини можуть залітати на терени Алтаю.
З 2000-х років незрілих особин цього виду стали реєструвати далеко за межами гніздового ареалу — по всій Південносхідній Азії. Всі зустрічі припадали на зимовий період (від жовтня до березня), що пов'язують з нестачею корму в звичайних біотопах і вимушеною міграцією молодняка. Цей зимовий ареал на заході сягає північних районів Мьянми, а на сході простирається через Камбоджу, Таїланд, Сінгапур до північного заходу Індонезії.
Кумаїв спостерігають у висотному діапазоні від 600 до 6000 м над рівнем моря. Однак типові гніздові оселища зосереджені головним чином на висотах 2000—5200 м. Вище цього поясу птахи залітають тільки у пошуках здобичі. Звичайним ландшафтом у місцях поширення цього виду, особливо на півночі, є лучні високогірні плато. У центральній частині ареалу ці птахи також селяться в чагарникових заростях альпійського поясу, а на півдні можуть траплятися і на заліснених крутих схилах. Кумаї — осілі пернаті, дорослі особини здійснюють короткі кочівлі в горизонтальній площині оселищ, а взимку спускаються у низькогір'я. Молодь, як правило, взимку відкочовує до південної частини Гімалаїв. По всьому ареалу ці птахи явно уникають людських поселень, тяжіючи до глухих високогірь. Цим вони відрізняються від інших видів сипів, які охоче навідуються до населених пунктів.
Кумаї в природному середовищі

## Спосіб життя

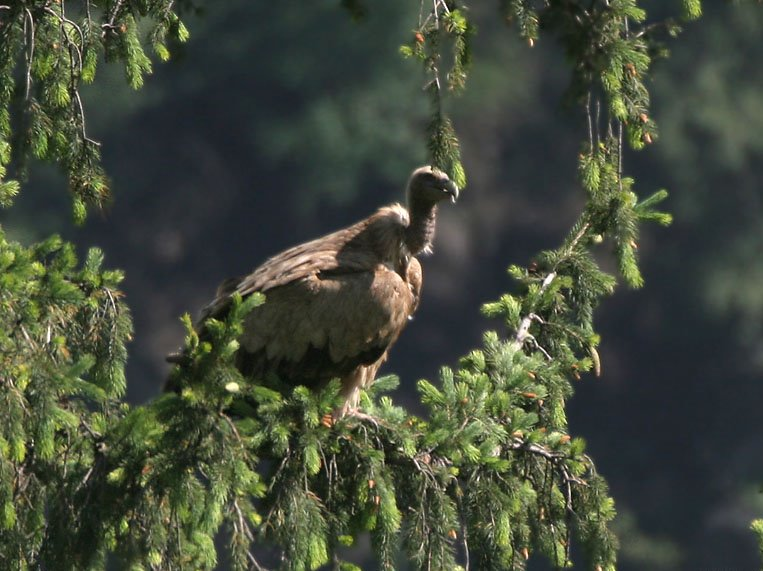
Кумай на хвойному дереві в Західному Бенгалі (Індія).

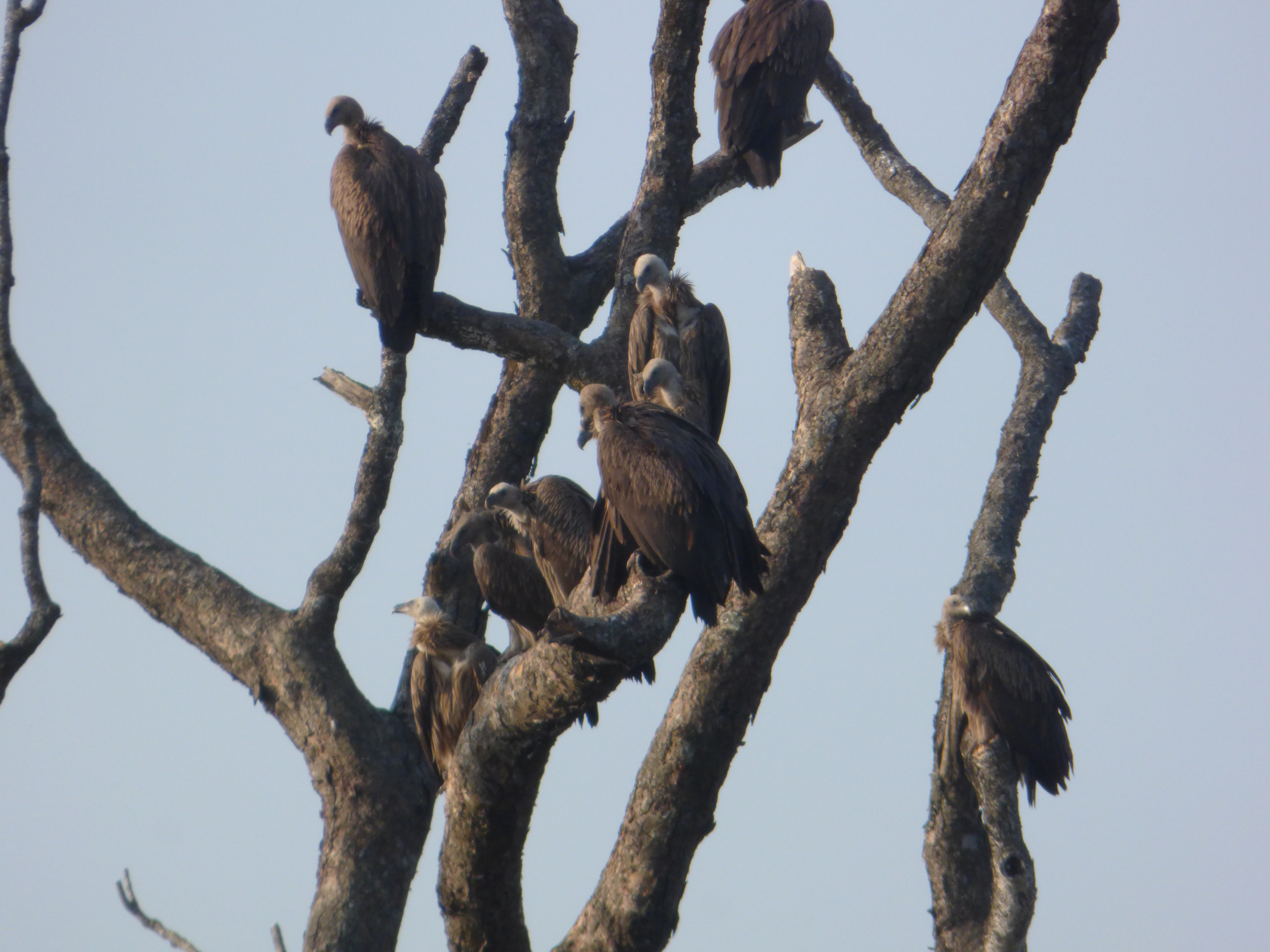
Зграя на відпочинку.

Кумай — типово м'ясоїдний птах, раціон якого складається переважно з м'яса великих ссавців. Поодинокі випадки споживання цими пернатими хвої сосни Pinus roxburghii, поки що не знайшли пояснення серед орнітологів. Як і всі грифи, цей вид належить до падальників — хижих птахів з пасивним способом здобування їжі. Улюблена здобич кумаїв — туші яків (64 % усіх знахідок), тибетських панталоп, кіангів (гірських родичів кулана), а в Тибеті також тіла мертвих людей, яких птахи видивляються у польоті.
Задля розшуку поживи кумаї підіймаються на термальних потоках повітря високо в небо, де ширяють на розпростертих крилах багато годин поспіль. У цих пошуках вони покладаються, перш за все, на гострий зір на відміну від грифів Нового світу, які віддають перевагу нюхові. Щоби підвищити шанси на їстівну знахідку, кумаї супроводжують пастухів. Також під час пошукового польоту ці птахи уважно спостерігають за поведінкою інших падальників (сипів, чорних грифів, круків, ягнятників). Забачивши, що ті знижуються, кумаї летять у тому ж напрямку. Біля туші вони поводять себе сміливо, оскільки розмірами переважають усіх харчових конкурентів. Як правило, для того, щоб відігнати інших любителів падла, їм достатньо просто наблизитися. Спостереження у природі виявили, що в таких випадках ягнятники і чорні грифи демонструють підлеглу поведінку, тримаючись подалі. За іншими даними, кумаї поступаються здобиччю чорним грифам, а також вовкам і сніговим барсам. Велика зграя кумаїв здатна впоратися з тілом людини або вівці за 30 хвилин, а з тушею яка — за 1,5 години. При споживанні падла ці птахи вибіркові: вони віддають перевагу м'яким м'язовим частинам, нехтуючи кістками і нутрощами. Разом з тим, вони здатні споживати гниле м'ясо, намагаючись триматися біля великих туш декілька днів поспіль.
Біля здобичі ці птахи часто тримаються зграями, а решту часу проводять наодинці або парами. Вони часто гріються на скелях або деревах, віддаючи перевагу одним і тим же місцям, які легко визначити за послідом. Кумаї не просто осілі, а й вельми консервативні птахи: вони мають сталі гніздові ділянки, на яких перебувають з року в рік. У природі ці птахи не мають ворогів окрім людини.

## Розмноження

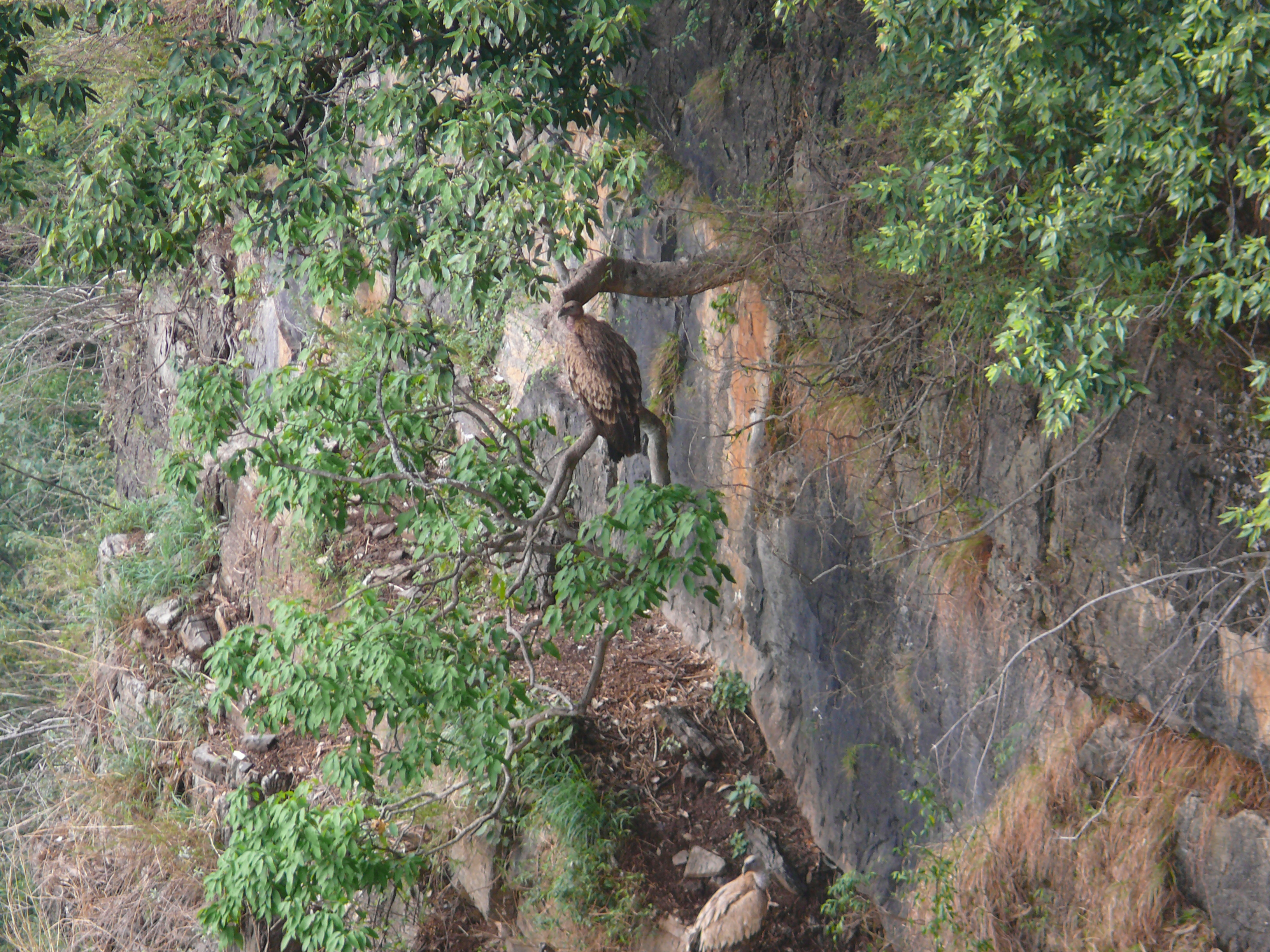
На таких уступах кумаї люблять гніздуватися.

Кумаї утворюють постійні пари, кожна з яких бере участь в розмноженні щороку. Гніздуються ці пернаті невеликими колоніями, в яких налічують від 5 до 16 гнізд, або окремими парами. Місця для гніздування обирають в гротах, на недосяжних скелястих уступах відносною висотою 100—200 м. Гнізда будують обидва батьки з гілок дерев, інколи кумаї захоплюють гнізда ягнятників, які підлаштовують під себе. При облаштуванні гнізда самець приносить будівельний матеріал, а самиця вмощується в лотку і викладає гілками краї гнізда. Особини однієї популяції приступають до розмноження не одночасно, тому період гніздобудування розтягується з грудня по березень.
Паруються кумаї завжди на гнізді і ніколи на землі. Перед відкладанням яєць у самиці червоніє шкіра на грудях, проте якісь особливі шлюбні ритуали цьому виду не притаманні. Під час копуляції самиця присідає, самець забирається їй на спину і хапає її дзьоб своїм, при цьому голосно ревучи. Тривалість парування — від 30 секунд до кількох хвилин. Кумаї відкладають яйця у січні — квітні. У кладці цих пернатих завжди одне яйце молочно-білого кольору, іноді з червоними плямами. Довжина яйця варіює від 87 до 103,6 мм, ширина — від 65 до 74 мм, середній розмір становить 94,8 × 70,1 мм. Інкубація триває від 54 до 65 днів, в середньому 58. Насиджують обидва батьки, але самиця частіше сидить на яйцях вранці, а самець — вдень.
Пташенята з'являються в лютому — травні. Під час вилуплення пташеняти самиця не покидає гнізда, допомагаючи малечі з'явитися на світ. Вона обережно відламує дзьобом шматочки шкаралупи, а самець тут же їх з'їдає. Вага новонародженого становить в середньому 164 г. Доглядають за ним обоє батьків. В перші дні життя вони обігрівають пташеня постійно, а наприкінці першого тижня починають залишати його в гнізді на досить тривалий час. На ранньому етапі розвитку кумаї годують пташеня напівперетравленою їжею, яку відригують у формі густої білої рідини. Згодом пташеняті починають згодовувати дрібні шматочки м'яса. Пташенята кумаїв дорослішають повільно, тому їхнє вигодовування триває до липня — вересня, а іноді навіть жовтня, коли молоді стають на крило. Таким чином, репродуктивний цикл у кумаїв триває 6—7 місяців і є одним з найдовших серед хижих птахів.

## Значення
У гірських екосистемах кумаї займають вершину харчової піраміди, виконуючи роль природних санітарів. Вони утилізують мертву органіку, яка не може бути швидко розкладена сапротрофами (бактеріями, грибами) або поглинута активними хижаками, які віддають перевагу полюванню на живих тварин. Це стосується також і взаємодії кумаїв з людиною. Оскільки в зоні поширення цього виду інфраструктура не розвинута, місцеве населення сміття залишає просто неба. Хоча кумаї зазвичай уникають населених пунктів, вони можуть харчуватись трупами свійських тварин та органічними відходами на стихійних звалищах, пасовищах, навколо тимчасових стоянок і доріг. Тим самим ці птахи очищують довкілля, не даючи розмножуватись хвороботворним мікроорганізмам.
Кумаї займають чільне місце в релігійній культурі тибетців. Згідно буддистських звичаїв цього народу поховання людей здійснюють в особливий спосіб: трупи залишають на спеціально призначених для цього майданчиках у високогір'ях, даючи можливість птахам з'їсти мертву плоть. Тибетці вірять, що птахи в такий спосіб допомагають душі людини дістатися раю, тому називають цей похорон «небесним похованням». Відсутність пернатих падальників біля померлого трактують як ознаку сильної гріховності. Таким чином, тибетці зацікавлені в охороні та збільшенні чисельності грифових птахів, включно з кумаями.
Кумаї та їхня здобич
Завдяки такому ставленню кумаї залишаються доволі чисельними саме на території Тибету. Зниження чисельності цих пернатих на гніздуванні відмічене в Непалі. В інших частинах ареалу вони загалом мало досліджені, але на очі орнітологам потрапляють рідко, що свідчить про низьку густину їхнього населення. Наприклад, таджицька популяція цього виду налічує 40—45 пар, а в Казахстані знайдена лише одна колонія з 5 пар. Розмір світової популяції кумаїв оцінюють у 66 000—334 000 особин.
Фактори, які обмежують їхню чисельність, це мала кормова база (в більшості країн мертву худобу ховають у спеціальних скотомогильниках), дефіцит місць для гніздування. До цих чинників з 1990-х років додалася індійська депопуляція грифових птахів. У 1990—2000-х роках в Індії загинуло 95 % пернатих падальників (переважно сипів), які отруїлися диклофенаком — протизапальним препаратом, що містився у тушах корів. Кумаї також виявилися чутливими до дії зазначеної речовини. Хоча їхня популяція не постраждала завдяки тому, що цей вид живе здебільшого у віддалених районах, де відсутнє централізоване поховання худоби, однак у найближчих трьох поколіннях ймовірнісне різке скорочення чисельності. Кумай занесений до Червоних книг Таджикистану, Узбекистану і Казахстану, крім того, включений до Червоного списку Міжнародного союзу охорони природи, де він має статус «близький до загрозливого». Цього рідкісного птаха неодноразово зображали на поштових марках різних азійських країн.
Кумай на поштових марках